# MTV Video Music Awards 2018
La 35ª edizione degli MTV Video Music Awards si è svolta il 20 agosto 2018 nella Radio City Music Hall di New York.
Le nomination sono state annunciate il 16 luglio tramite Instagram. Cardi B risulta essere l'artista più nominata, con dodici candidature totali, seguita dai Carters (Beyoncé e Jay-Z) e Drake, con otto candidature, e Childish Gambino con sette.
Jennifer Lopez ha ricevuto il Michael Jackson Video Vanguard Award alla carriera. Cardi B e Childish Gambino sono stati gli artisti più premiati della serata con tre statuette ciascuno, mentre Camila Cabello ha vinto "video dell'anno" e "artista dell'anno".

## Cerimonia

### Esibizioni

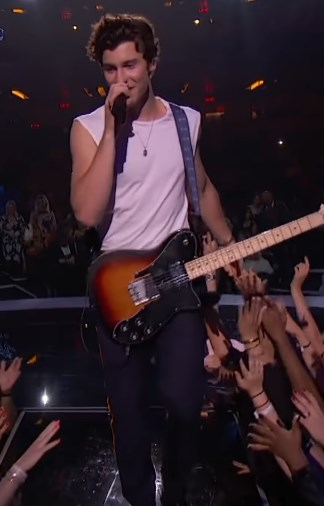
Shawn Mendes si esibisce con In My Blood.

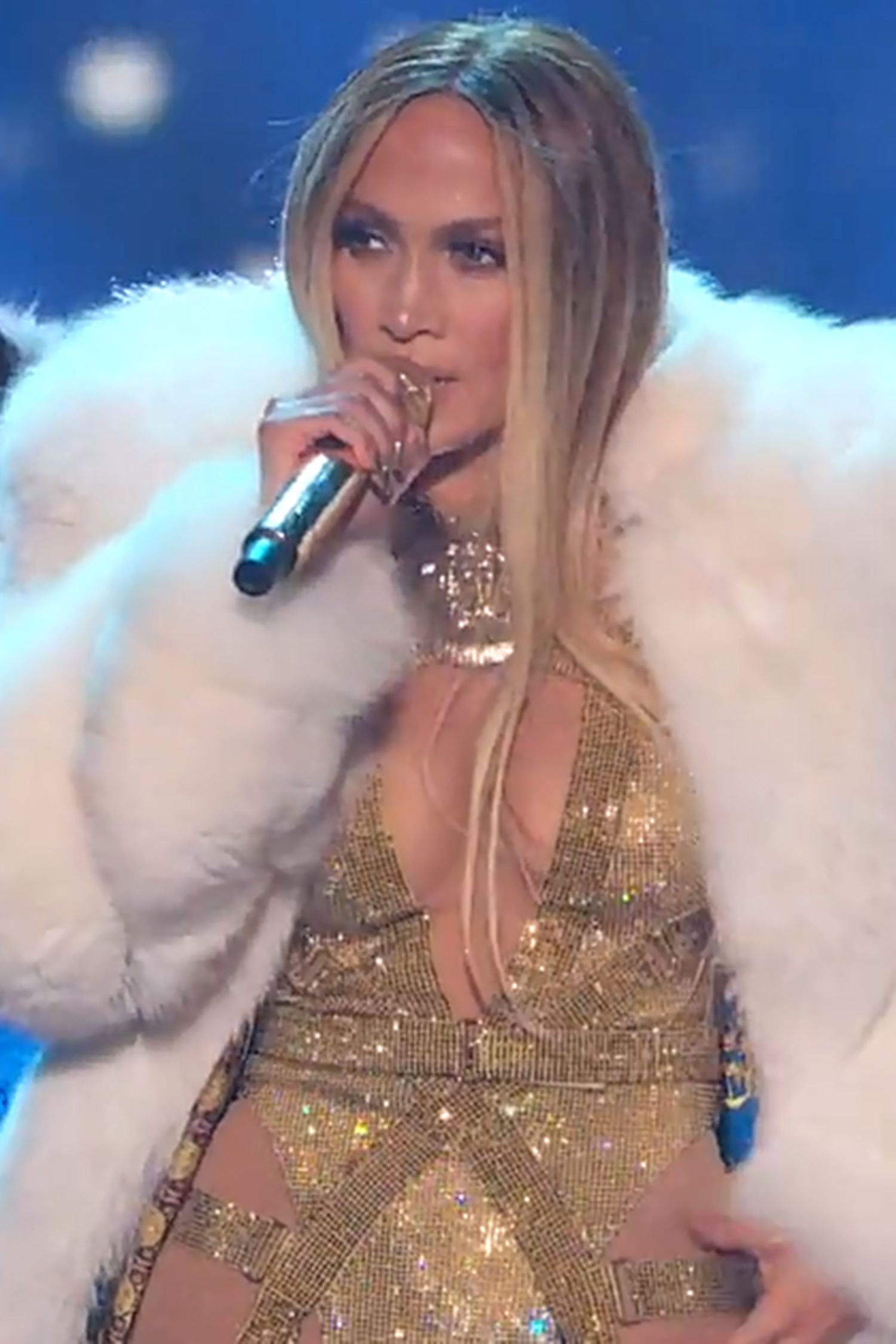
Un momento dell'esibizione di Jennifer Lopez.

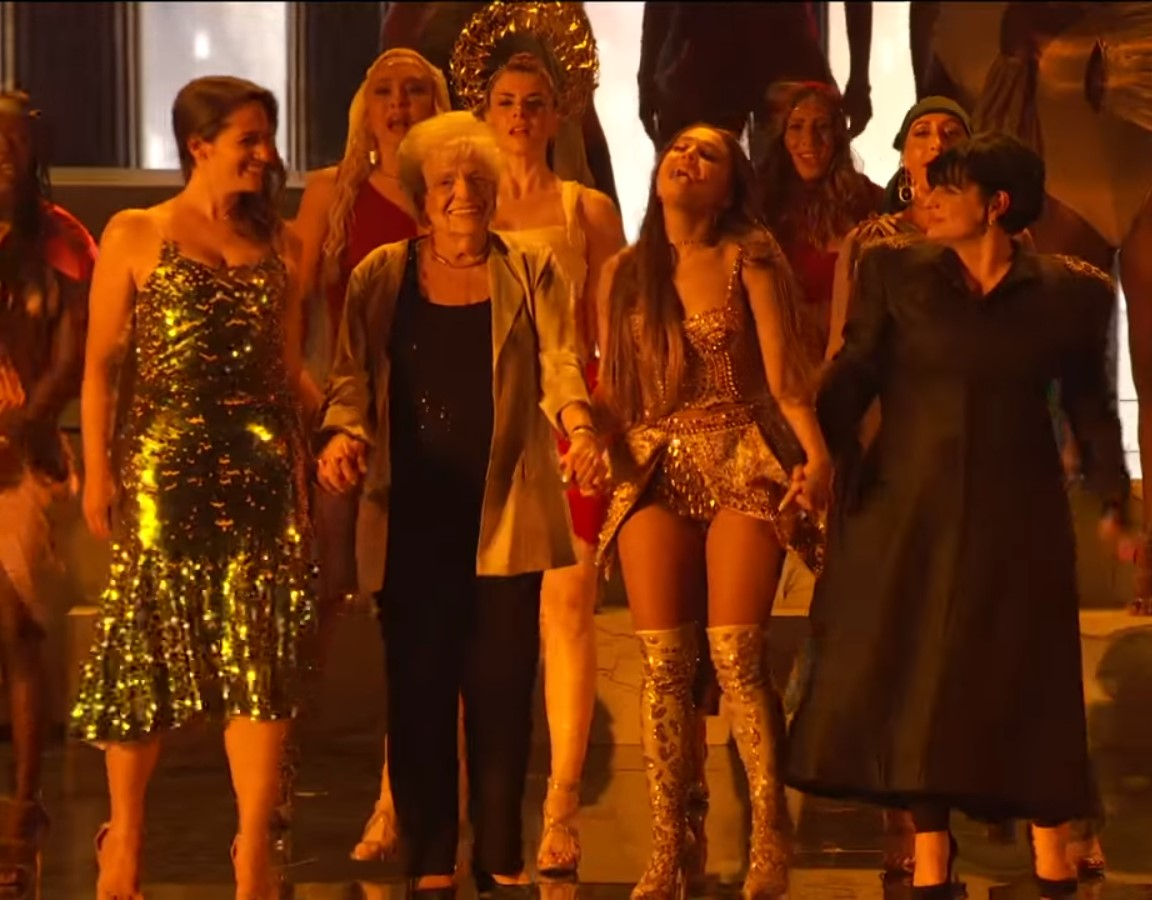
Ariana Grande si esibisce con God Is a Woman.

| Artisti                          | Canzoni |
| Pre-show                         | Pre-show |
| -------------------------------- | --- |
| Bazzi                            | Mine |
| Bryce Vine                       | Drew Barrymore |
| Backstreet Boys                  | Don't Go Breaking My Heart |
| Show principale                  | |
| Shawn Mendes                     | In My Blood |
| Bazzi                            | Beautiful |
| Logic Ryan Tedder                | One Day |
| Panic! at the Disco              | High Hopes |
| Jessie Reyez                     | Apple Juice |
| Nicki Minaj                      | Majesty Barbie Dreams Ganja Burn Fefe |
| Hayley Kiyoko                    | Curious |
| Jennifer Lopez Ja Rule DJ Khaled | Waiting for Tonight On the Floor Dance Again Ain't Your Mama Love Don't Cost a Thing Get Right All I Have Jenny from the Block I'm Real (Murder Remix) Ain't It Funny (Murder Remix) Dinero |
| Ariana Grande                    | God Is a Woman |
| PrettyMuch                       | Summer on You |
| Travis Scott James Blake         | Stargazing Stop Trying to Be God Sicko Mode |
| Juice Wrld                       | Lucid Dreams |
| Maluma                           | Felices los 4 |
| Lauv                             | I Like Me Better |
| Post Malone 21 Savage Aerosmith  | Rockstar Dream On Toys in the Attic |

### Presentatori
- Cardi B ha aperto la cerimonia e ha presentato Shawn Mendes
- Kevin Hart e Tiffany Haddish hanno annunciato il "miglior video hip-hop"
- G-Eazy e Shay Mitchell hanno presentato Bazzi
- Anna Kendrick e Blake Lively hanno annunciato il "miglior video pop"
- Teyana Taylor e Kyle hanno presentato Logic e Ryan Tedder
- Ken Jeong ha spiegato il processo per votare il "miglior artista esordiente"
- Jimmy Fallon ha presentato i Panic! at the Disco
- Backstreet Boys hanno annunciato la "canzone dell'anno"
- Liam Payne e Shanina Shaik hanno annunciato il "miglior video latino"
- Shawn Mendes ha presentato il Video Vanguard a Jennifer Lopez
- Social House e Karlie Kloss hanno presentato Ariana Grande
- Keegan-Michael Key e Olivia Munn hanno annunciato l'"artista dell'anno"
- Millie Bobby Brown ha annunciato il "miglior artista esordiente"
- DJ Khaled ha presentato Travis Scott e James Blake
- Gucci Mane ha annunciato il "miglior video collaborativo"
- Amandla Stenberg, Algee Smith e Sabrina Carpenter hanno annunciato il "miglior video con un messaggio sociale"
- Rita Ora e Bebe Rexha hanno presentato Maluma
- Madonna ha fatto un discorso come tributo a Aretha Franklin ed ha annunciato il "video dell'anno"
- Lenny Kravitz ha presentato Post Malone e 21 Savage

## Vincitori e candidati
In grassetto sono evidenziati i vincitori.

### Video dell'anno
- Camila Cabello feat- Young Thug — Havana
- Ariana Grande — No Tears Left to Cry
- Bruno Mars featuring Cardi B — Finesse
- Beyoncé e Jay-Z — Apeshit
- Childish Gambino — This Is America
- Drake — God's Plan

### Artista dell'anno
- Camila Cabello
- Ariana Grande
- Bruno Mars
- Cardi B
- Drake
- Post Malone

### Canzone dell'anno
- Post Malone featuring 21 Savage — Rockstar
- Bruno Mars featuring Cardi B — Finesse
- Camila Cabello featuring Young Thug — Havana
- Drake — God's Plan
- Dua Lipa — New Rules
- Ed Sheeran — Perfect

### Miglior artista esordiente
- Cardi B
- Bazzi
- Chloe x Halle
- Hayley Kiyoko
- Lil Pump
- Lil Uzi Vert

### Miglior collaborazione
- Jennifer Lopez featuring DJ Khaled e Cardi B — Dinero
- Bebe Rexha featuring Florida Georgia Line — Meant to Be
- Bruno Mars featuring Cardi B — Finesse
- Beyoncé e Jay-Z — Apeshit
- Logic featuring Alessia Cara e Khalid — 1-800-273-8255
- N.E.R.D e Rihanna — Lemon

### Miglior video pop
- Ariana Grande — No Tears Left to Cry
- Camila Cabello featuring Young Thug — Havana
- Demi Lovato — Sorry Not Sorry
- Ed Sheeran — Perfect
- P!nk — What About Us
- Shawn Mendes — In My Blood

### Miglior video hip-hop
- Nicki Minaj — Chun-Li
- Cardi B featuring 21 Savage — Bartier Cardi
- Beyoncé e Jay-Z — Apeshit
- J. Cole — ATM
- Drake — God's Plan
- Migos featuring Drake — Walk It Talk It

### Miglior video rock
- Imagine Dragons — Whatever It Takes
- Fall Out Boy — Champion
- Foo Fighters — The Sky Is a Neighborhood
- Linkin Park — One More Light
- Panic! at the Disco — Say Amen (Saturday Night)
- Thirty Seconds to Mars — Walk on Water

### Miglior video dance
- Avicii feat. Rita Ora — Lonely Together
- The Chainsmokers — Everybody Hates Me
- David Guetta e Sia — Flames
- Calvin Harris e Dua Lipa — One Kiss
- Marshmello featuring Khalid — Silence
- Zedd e Liam Payne — Get Low

### Miglior video latino
- J Balvin e Willy William — Mi gente
- Daddy Yankee — Dura
- Luis Fonsi e Demi Lovato — Échame la culpa
- Jennifer Lopez featuring DJ Khaled e Cardi B — Dinero
- Maluma — Felices los 4
- Shakira featuring Maluma — Chantaje

### Miglior video con un messaggio sociale
- Childish Gambino — This Is America
- Drake — God's Plan
- Dej Loaf featuring Leon Bridges — Liberated
- Logic featuring Alessia Cara e Khalid — 1-800-273-8255
- Janelle Monáe — Pynk
- Jessie Reyez — Gatekeeper

### Miglior regia
- Childish Gambino — This Is America (Hiro Murai)
- Beyoncé e Jay-Z — Apeshit (Ricky Saix)
- Drake — God's Plan (Karena Evans)
- Shawn Mendes — In My Blood (Jay Martin)
- Ed Sheeran — Perfect (Jason Koenig)
- Justin Timberlake featuring Chris Stapleton — Say Something (Arturo Perez Jr.)

### Migliore direzione artistica
- Beyoncé e Jay-Z — Apeshit (Jan Houlevigue)
- Childish Gambino — This Is America (Jason Kisvarday)
- J. Cole — ATM (Miles Mullin)
- Janelle Monáe — Make Me Feel (Pepper Nguyen)
- Taylor Swift — Look What You Made Me Do (Brett Hess)
- SZA — The Weekend (SZA e Solange Knowles)

### Migliore coreografia
- Childish Gambino — This Is America (Sherrie Silver)
- Camila Cabello featuring Young Thug — Havana (Calvit Hodge e Sara Bivens)
- Beyoncé e Jay-Z — Apeshit (Sidi Larbi Cherkaoui e Jacquel Knight)
- Dua Lipa — IDGAF (Marion Motin)
- Bruno Mars featuring Cardi B — Finesse (Phil Tayag e Bruno Mars)
- Justin Timberlake — Filthy (Marty Kudelka, AJ Harpold, Tracey Phillips e Ivan Koumaev)

### Miglior fotografia
- Beyoncé e Jay-Z — Apeshit (Benoit Debie)
- Alessia Cara — Growing Pains (Pau Castejón)
- Childish Gambino — This Is America (Larkin Seiple)
- Eminem featuring Ed Sheeran — River (Frank Mobilio e Patrick Meller)
- Ariana Grande — No Tears Left to Cry (Scott Cunningham)
- Shawn Mendes — In My Blood (Jonathan Sela)

### Miglior montaggio
- N.E.R.D e Rihanna — Lemon (Taylor Ward)
- Beyoncé e Jay-Z — Apeshit (Taylor Ward e Sam Ostrove)
- Childish Gambino — This Is America (Ernie Gilbert)
- Bruno Mars featuring Cardi B — Finesse (Jacquelyn London)
- Janelle Monáe — Make Me Feel (Deji Laray)
- Taylor Swift — Look What You Made Me Do (Chancler Haynes per Cosmo)

### Migliori effetti speciali
- Kendrick Lamar e SZA — All the Stars (Loris Paillier di BUF Paris)
- Avicii featuring Rita Ora — Lonely Together (KPP)
- Eminem featuring Beyoncé — Walk on Water (Rich Lee per Drive Studios)
- Ariana Grande — No Tears Left to Cry (Vidal e Loris Paillier di BUF Paris)
- Maroon 5 — Wait (Timber)
- Taylor Swift — Look What You Made Me Do (Ingenuity Studios)

### Artista MTV Push dell'anno
- Hayley Kiyoko
- Bishop Briggs
- Chloe x Halle
- Noah Cyrus
- Tee Grizzley
- Kacy Hill
- Khalid
- Kyle
- Lil Xan
- PrettyMuch
- Jessie Reyez
- Sigrid
- SZA
- Grace VanderWaal
- Why Don't We

### Canzone dell'estate
- Cardi B, Bad Bunny e J Balvin — I Like It
- DJ Khaled featuring Justin Bieber, Chance the Rapper e Quavo — No Brainer
- Drake — In My Feelings
- Calvin Harris e Dua Lipa — One Kiss
- Juice Wrld — Lucid Dreams
- Ella Mai — Boo'd Up
- Post Malone — Better Now
- Maroon 5 featuring Cardi B — Girls like You

### Premio alla carriera (Michael Jackson Video Vanguard Award)
- Jennifer Lopez